# Tellina varilineata
Tellina varilineata is een tweekleppigensoort uit de familie van de Tellinidae. De wetenschappelijke naam van de soort is voor het eerst geldig gepubliceerd in 1943 door Pilsbry & Olsson.